# Kanton Sancergues
Kanton Sancergues (francouzsky Canton de Sancergues) je francouzský kanton v departementu Cher v regionu Centre-Val de Loire. Tvoří ho 18 obcí.

## Obce kantonu
- Argenvières
- Beffes
- La Chapelle-Montlinard
- Charentonnay
- Chaumoux-Marcilly
- Couy
- Étréchy
- Garigny
- Groises
- Herry
- Jussy-le-Chaudrier
- Lugny-Champagne
- Marseilles-lès-Aubigny
- Précy
- Saint-Léger-le-Petit
- Saint-Martin-des-Champs
- Sancergues
- Sévry